# Richard Webster (rugby)
Pour les articles homonymes, voir Richard Webster et Webster.
Pas d'image ? Cliquez ici

a Compétitions nationales et continentales officielles uniquement.

b Matchs officiels uniquement.
Richard Edward Webster, né le 9 juillet 1967 à Swansea, est un joueur de rugby à XV et rugby à XIII gallois évoluant au poste de troisième ligne aile. Il est international en rugby à XV et en équipe du pays de Galles de rugby à XIII.

## Biographie
Richard Webster joue en club avec le Swansea RFC de 1985 à 1993. Il dispute son premier test match le 18 juin 1987 contre l'équipe d'Australie et son dernier test match le 20 mars 1993 contre l'équipe de France. Webster dispute un match de la coupe du monde 1987 et deux matchs de la coupe du monde 1991. En 1993, il change de code et passe au rugby à XIII en rejoignant le rugby à XIII et les Salford City Reds. Durant sa période treiziste, il connaît également des sélections avec l'équipe du pays de Galles de rugby à XIII et dispute la coupe du monde 1995. En 1997, il revient au rugby à XV et s'engage avec le club de Bath Rugby ace qui il remporte la coupe d'Europe en 1998.

## Palmarès
- Vainqueur de la coupe d'Europe en 1998

## Statistiques en équipe nationale

### En rugby à XV
- 13 sélections
- 4 points (1 essai)
- Sélections par année : 1 en 1987, 1 en 1990, 2 en 1991, 5 en 1992, 4 en 1993
- Tournois des Cinq Nations disputés : 1992, 1993

### En rugby à XIII
- 6 sélections
- 8 points (2 essais)
- Sélections par année : 2 en 1994, 2 en 1995, 2 en 1996